# ToyBox
Toybox是一个自由及开放源代码软件 (FOSS)，包括ls、cp和mv等200多个Unix实用程序。
Toybox项目始于2006年，它以0BSD授权，是一个BusyBox的替代品。Toybox被大部分当前支持的Android版本所使用，也用于在Linux和macOS上构建Android。Toybox内包含的程序均在Linux上测试可用，其中许多也可以在BSD和macOS上运行。

## 功能
Toybox旨在提供一个以BSD许可证授权的BusyBox的替代，它的主要技术设计目标是简单、小巧、快速和符合标准。Toybox的目标是基本兼容POSIX-2008和LSB 4.1标准，而非与GNU工具包中的每一项一一对应。
BusyBox和Toybox分别使用GPL和0BSD授权，导致了二者的使用领域有所不同：BusyBox主要用于自由及开放源代码软件领域，而Toybox主要用于宽松许可证项目中；Toybox也可被商业公司使用，例如谷歌的Android，这正是Toybox的目标之一。
目前在功能上，Toybox尚未达到BusyBox的同等水平。

## 历史
Toybox由Robert Landley在2006年初开发。
Robert Landley原为BusyBox的维护者，随着他与BusyBox原作者Bruce Perens的争执，他停止维护转而投入Toybox的开发。

## 引用文献
1. ↑  . 2025年1月18日  [2025年1月30日].
2. ↑  Toybox is released under the following "zero clause" BSD license （页面存档备份，存于），Robert Landley
3. ↑  . 2013-03-14  [2021-06-29]. （原始内容存档于2021-07-28）.
4. 1 2 3  Landley, Robert. . Toybox项目网站.   [2012-07-13]. （原始内容存档于2023-11-05）.
5. ↑  Dj Walker-Morgan. .   [2012-07-13]. （原始内容存档于2023-11-05）.
6. 1 2  Varghese, Sam. . IT Wire. 2012-02-01  [2013-05-12]. （原始内容存档于2019-09-28）.
7. ↑  . 2012-01-11  [2014-03-04]. （原始内容存档于2015-02-18）.
8. ↑  Landley, Robert. . Toybox项目网站.   [2015-02-18]. （原始内容存档于2023-11-05）. Toybox combines the most common Linux command line utilities together into a single BSD-licensed executable. It's simple, small, fast, and reasonably standards-compliant (POSIX-2008 and LSB 4.1).
9. ↑  toybox （页面存档备份，存于） on android.googlesource.com (2014-12-28)
10. ↑  .   [2023-11-05]. （原始内容存档于2023-06-03）.
11. ↑  Landley, Rob. . busybox (邮件列表). 2006-09-30  [2023-11-05]. （原始内容存档于2016-07-18）.